# Українська книжка року 2011
«Українська книжка року» 2011 року — щорічна премія Президента України, що присуджена з метою відзначення авторів, видавництв та видавничих організацій, які зробили значний внесок у популяризацію української книжки та розвиток вітчизняної видавничої справи у 2010—2011 роках.

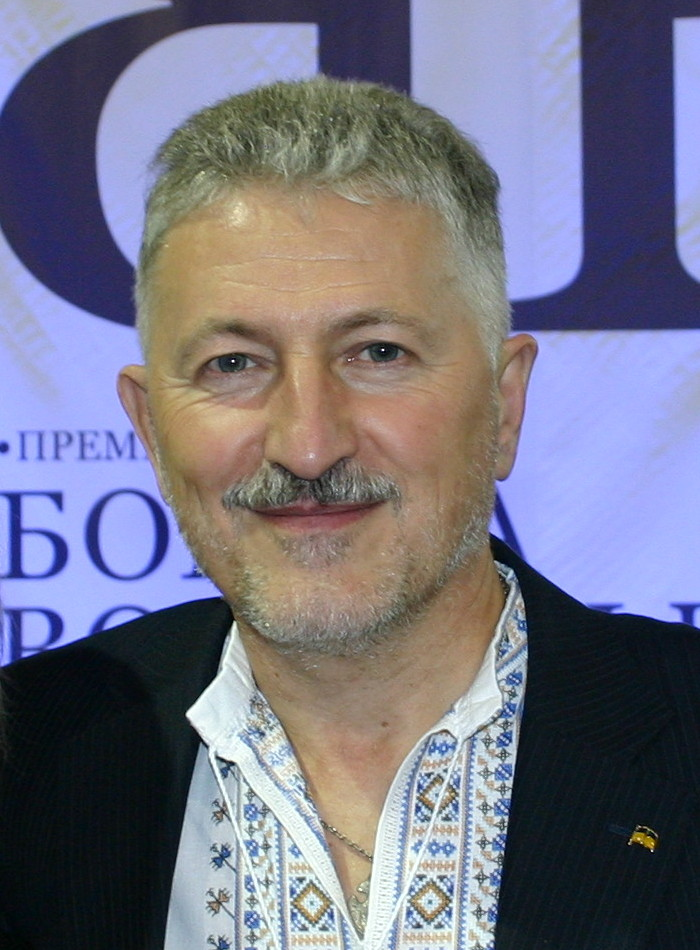
Олесь Пошивайло лауреат премії

Комітет зі щорічної премії Президента України «Українська книжка року» допустив до конкурсу 2011 року 48 видань, яким пропонується присудити премію. Найбільше — 21 у номінації «За вагомий внесок у розвиток українознавства». Ще 16 — було визначено в номінації «За видатні досягнення у галузі художньої літератури» та 11 — «За сприяння у вихованні підростаючого покоління».

## Пропозиції до присудження премії
На початку лютого 2012 року Комітет з присудження щорічної премії Президента України «Українська книжка року» шляхом таємного голосування простою більшістю голосів у трьох номінаціях визначив видання, подані для участі у конкурсі, яким пропонується присудити премію за 2010—2011 роки:
- У номінації «За видатні досягнення у галузі художньої літератури»:

– видання «Сни Ганса Християна» у переказі Лесі Вороніної з ілюстраціями Катерини Штанко, видавництво «Грані-Т».
- У номінації «За вагомий внесок у розвиток українознавства»:

– видання «Опішнянська мальована миска другої половини ХІХ — початку ХХ століття» (видавничий проект «Шедеври українського гончарства»), автор-упорядник Олесь Пошивайло, художник Юрко Пошивайло, видавництво Національного музею-заповідника українського гончарства в Опішному «Українське Народознавство».
- У номінації «За сприяння у вихованні підростаючого покоління»:

– видання «Грюнвальдська битва — битва народів»; автори: Альфредас Бумблаускас (Литва), Ігор Марзалюк (Білорусь), Борис Черкас (Україна); видавництво «Балтія-друк».

## Лауреати премії
25 квітня 2012 року Кабінет Міністрів України на своєму засіданні схвалив проект Указу Президента України "Про присудження щорічної премії Президента України «Українська книжка року».
Щорічна премія Президента України «Українська книжка року» була присуджена лише у двох номінаціях: «За вагомий внесок у розвиток українознавства» та «За сприяння у вихованні підростаючого покоління».
- виданню «Опішнянська мальована миска другої половини ХІХ — початку ХХ століття» (автор — Олександр (Олесь) Миколайович Пошивайло, видавництво — Національний музей-заповідник українського гончарства) — у номінації «За вагомий внесок у розвиток українознавства».

- виданню «Грюнвальдська битва — битва народів» (співавтори Алфредас Бумблаускас, Ігор Марзалюк, Борис Черкас, видавництво «Балтія-друк») — у номінації «За сприяння у вихованні підростаючого покоління»[2].

## Номінації
26 грудня 2011 року Комітет з присудження щорічної премії Президента України «Українська книжка року» допустив до участі у конкурсі на здобуття щорічної премії Президента України «Українська книжка року» за підсумками 2010—2011 років наступні книжкові видання:

### «За вагомий внесок у розвиток українознавства»
1. «Отаман Чайка» / Іван Корсак (ТОВ "Видавниче підприємство «Ярославів Вал»);
2. «Степан Руданський-поет і лікар» / Євген Білоусов (ТОВ "Видавництво «Навчальна книга-Богдан»);
3. «Опішнянська мальована миска другої половини ХІХ- початку ХХ століття» / Автор упорядник Олесь Пошивайло (Національний музей -заповідник українського гончарства в Опішному);
4. «З Української старовини» / Упорядник Петро Житар (МПП "Видавничий дім «Букрек»);
5. «Україна в Європі: пошуки спільного майбутнього» / Керівник авторського колективу професор А. І. Кудряченко (ПП "Видавництво «Фенікс»);
6. «Військо Богдана Хмельницького» / Катерина Липа, Олекса Руденко (ТОВ "Інформаційно-аналітична агенція «Наш час»);
7. «Грюнвальд Хоругви зі сходу» / Михайло Відейко (ТОВ "Інформаційно-аналітична агенція «Наш час»);
8. «Союзники і Супротивники» / С. Кузьмич, К. Липа, О. Писарєв, О. Руденко (ТОВ "Інформаційно-аналітична агенція «Наш час»);
9. «Світло духовності і культури» / Світлана Кагамлик (ТОВ "Інформаційно-аналітична агенція «Наш час»);
10. «Українські монастирі» Віктор Вечерський / (ТОВ "Інформаційно-аналітична агенція «Наш час»);
11. «Україна на стародавніх картах» / М. Вавричин, Я. Дашкевич, У. Кришталович (ДНВП «Картографія»);
12. «Тарас Шевченко в Москві» / Володимир Мельниченко (Державне підприємство "Спеціалізоване видавництво «Либідь»);
13. «Екстракт + 200» / Том 3-4 За загальною редакцією Лариси Івшиної (ЗАТ «Українська прес-група»);
14. «Городецький. Виклик Будівничого» / Колектив авторів (ТОВ «Грані-Т»);
15. «Пересопницьке Євангеліє. Факсимільне видання» / Колектив авторів (ТОВ «Адеф-Україна»);
16. «Пересопницьке Євангеліє. Витоки та сьогодення» / Колектив авторів (ТОВ «Адеф-Україна»);
17. «Пересопниця. Рівненський край: історія та культура» / В. М. Войтович (Видавець: Войтович В. М.);
18. «Святий Петро із Дивина» / О. О. Михайлюта (ПП Михайлюта О. О.);
19. «Енергія прогресу. Гносис і сучасність» / М. Д. Руденко («Журналіст України»);
20. «Енеїда» / І. П. Котляревський (Видавець Корбуш);
21. «Розіп'ята муза» / у 2-х томах. Укладач Ю. Винничук (Літературна агенція «Піраміда»).

### «За видатні досягнення у галузі художньої літератури»
1. «Замінований рай» / Сергій Дзюба («Чернігівські обереги»);
2. «Заєць, мавка і кулемет» / Сергій Дзюба («Чернігівські обереги»);
3. «Мамай». «Мазепа» / Леонід Горлач (Видавництво «Ярославів Вал»);
4. «Спроба жити» / Валерій Гужва (Видавництво «Ярославів Вал»);
5. «Стигма. Привид Шекспіра» / Валерій Гужва (Видавництво «Ярославів Вал»);
6. «Таємниці письменницьких шухляд» / С. Цалик, П. Селігей (Інформаційно-аналітична агенція «Наш час»);
7. «Берестечко» / Ліна Костенко (Державне підприємство "Спеціалізоване видавництво «Либідь»);
8. «Гіацинтове сонце» / Ліна Костенко, Ольга Богомолець, Іван Марчук (Державне підприємство "Спеціалізоване видавництво «Либідь»);
9. «Сни Ганса Християна» / Переказала Леся Вороніна (Видавництво «Грані-Т»);
10. «Кобзар» / Т. Г. Шевченко з іл. Василя Седляра («Дух і літера», «Оранта»);
11. «Роксоланія: вигнання з раю» / том 1 упорядник Ю. Г. Буряк (ТОВ «Кріон»);
12. «Вітчизни дим: повернення до себе» / том 2 упорядник Ю. Г. Буряк (ТОВ «Кріон»);
13. Дилогія «Містечко моє містечко» («Кобиздохівські оповісті» та «Короп по — чорнобильськи» / Валерій Лапікура, Наталя Лапікура ("ВД «Мост Паблішінг»);
14. «Помститися імператору» / Тимур Литовченко (ТОВ «Видавництво Фоліо»);
15. «Орлі, син Орлика» / Тимур Литовченко (ТОВ «Видавництво Фоліо»);
16. «Слово слов'янина. (Закляття)» / Любомир Франків (Видавнича фірма «Відродження»).

### «За сприяння у вихованні підростаючого покоління»
1. «Тарасове перо» / аудіоповість-казка Євген Білоусов (ТОВ «Музика світу» та «Просвіта» ім. Т. Г. Шевченка);
2. «Тарасове перо» / Євген Білоусов (ТОВ "Видавництво «Навчальна книга-Богдан»);
3. «Лесина пісня» / Євген Білоусов (ТОВ "Видавництво «Навчальна книга-Богдан»);
4. «Бурштинові нотки» / Валерій Марченко (ТОВ "Друкарня «Бізнесполіграф»);
5. «Логопедична читанка» / Катерина Дяченко (Видавництво "Редакція газети «Підручники і посібники»);
6. «Потягуськи» / Сергій Дзюба, Ірина Кулаковська (ПП "Поліграфічно-видавничий дім «Твердиня»);
7. «Бджолиний Бог і Бджоленятко» / Василь Слапчук ("ПрАТ"Волинська обласна друкарня");
8. «Страхування» / за редакцією В. Д. Базилевича (ТОВ "Видавництво «Знання»).
9. «Козацька енциклопедія для юнацтва» / Олена Апанович (Національне видавництво дитячої літератури «Веселка»);
10. «Атлас вчителя» / В. Молочко, В. Молочко, Ж. Бонк, І. Дрогушевська (ДНВП «Картографія»);
11. «Грюнвальдська битва-битва народів» / Алфредас Бумблаускас, Ігор Марзалюк, Борис Черкас (ТОВ «Балтія -Друк»)[3].

## Склад Комітету
- Голова Комітету зі щорічної премії Президента України «Українська книжка року» — Драч Іван Федорович — письменник, голова Товариства зв'язків з українцями за межами України «Україна — Світ».
- Заступник голови — Герман Ганна Миколаївна — Радник Президента України — Керівник Головного управління з гуманітарних і суспільно-політичних питань Адміністрації Президента України.
- Члени комітету:
  - Афонін Олександр Васильович — президент Української асоціації видавців та книгорозповсюджувачів;
  - Баранов Віктор Федорович — голова Київської організації Національної спілки письменників України;
  - Дмитренко Микола Костянтинович — завідувач відділу фольклористики Інституту мистецтвознавства, фольклористики та етнології імені М. Т. Рильського НАН України, доктор філологічних наук, професор
  - Дончик Віталій Григорович — головний науковий співробітник Інституту літератури імені Т. Г. Шевченка НАН України, академік Національної академії наук України;
  - Ковалів Юрій Іванович — професор кафедри новітньої української літератури Інституту філології Київського національного університету імені Тараса Шевченка, доктор філологічних наук;
  - Кононенко Петро Петрович — директор Національного науково-дослідного інституту українознавства та всесвітньої історії;
  - Кралюк Петро Михайлович — проректор з навчально-наукової роботи Національного університету «Острозька академія», доктор філософських наук;
  - Матіос Марія Василівна — письменниця, лауреат Національної премії України імені Тараса Шевченка;
  - Мураховський Анатолій Леонідович — перший заступник Голови Державного комітету телебачення і радіомовлення України;
  - Огар Емілія Ігорівна — професор кафедри видавничої справи та редагування Української академії друкарства, кандидат філологічних наук;
  - Піскун Валентина Миколаївна — провідний науковий співробітник Інституту української археографії та джерелознавства Національної академії наук України;
  - Попович Мирослав Володимирович — директор Інституту філософії імені Г. С. Сковороди НАН України, академік Національної академії наук України;
  - Сенченко Микола Іванович — директор Державної наукової установи «Книжкова палата України імені Івана Федорова»[4].

## Джерело
- Премія Президента України «Українська книжка року» [Архівовано 23 березня 2022 у Wayback Machine.]